# エヴェリット・ロジャース
エベレット・ロジャーズ（Everett M. Rogers, 1931年3月6日 – 2004年10月21日）は、アメリカのコミュニケーション学者、社会学者。イノベーター理論の提唱者。米国ニューメキシコ大学（University of New Mexico）コミュニケーション・ジャーナリズム学科名誉特別教授（Distinguished Professor Emeritus）。

## 来歴
アメリカのアイオワ州キャロル市の農家に生まれる。1952年アイオワ州立大学（Iowa State University）農学部卒業（B.S.）。1952年から1954年までアメリカ空軍の士官として朝鮮戦争を体験した後、アイオワ州立大学大学院農村社会学（Rural Sociology）研究科に進学。1955年修士課程修了（M.S.）、1957年博士課程修了（Ph.D.）。博士論文のテーマは「A Conceptual Variable Analysis of Technological Change」で、指導教授はジョージ・M・ビール（George M. Beal）だった。
1957年から1963年までオハイオ州立大学（Ohio State University）農村社会学科助教授、後に准教授。1962年アイオワ州立大学に提出した博士論文の第2章の先行研究の文献批評を大幅に改訂し、『Diffusion of Innovations』を出版する。 この著作でロジャーズは新しい概念、習慣、商品などが普及するプロセスを分析し、「イノベーター」「アーリーアドプター」「アーリーマジョリティ」「レイトマジョリティ」「ラガード」の層を定義することに成功した。
『Diffusion of Innovations』は後に15か国語に翻訳され、1990年科学情報研究所（The Institute for Scientific Information）によって「引用古典（Citation Classic）」の指定を受ける。14万を超える出版物に引用され、社会科学の書籍としてはトーマス・クーンの『科学革命の構造』に次いで、世界で２番目に最も引用されている本となる。ロジャーズは、イノベーションを社会的に解説した普及学を確立した研究者として世界的に著名になった。なお、初版から第5版まで『Diffusion of Innovations』の編集責任者はロジャーズが最も信頼していたフリープレス（Free Press）社副社長のボブ・ワラス（Bob Wallace）だった。日本語版の監訳は異文化屈折理論で有名な慶応義塾大学教授の宇野善康が担当した。
1963年から1964年までフルブライト講師としてコロンビア国立大学（National University of Colombia）社会学科で教鞭をとる。この間の現地調査の結果を中心に『Modernization among Peasants: The Impact of Communication』（Holt, Rinehart & Winston, 1969年）を執筆する。その後、ミシガン州立大学（Michigan State University）コミュニケーション学科准教授、教授（1964年-1973年）、ミシガン大学（University of Michigan）ジャーナリズム学科教授（1973年-1975年）を務める。
1975年米国コミュニケーション学の父と言われるウィルバー・シュラム（Wilbur Schramm）の後任として、スタンフォード大学ジャネット・M・ペック・国際コミュニケーション特別教授（Janet M. Peck Professor of International Communication）及び同大学コミュニケーション研究所（Institute for Communication Research）国際コミュニケーション・プログラム主任に就任した。
スタンフォード大時代は開発コミュニケーション学の確立と発展に特に力を注ぎ、画期的な論文集『Communication and Development: Critical Perspectives』（Sage, 1976年）を編纂し、ロジャーズ自身も斬新な論文「Communication and Development: The Passing of the Dominant Paradigm」を発表した。シュラムが所長を務めたハワイの東西センター（East-West Center）東西コミュニケーション研究所（East-West Communication Institute）主催の開発コミュニケーション研究セミナーやワークショップでは中心的な役割を果たし、ダニエル・ラーナー（Daniel Lerner）やイシエル・デ・ソラ・プール（Ithiel de Sola Pool）などと共にこの学問分野の草分け的な存在となった。 また、スタンフォードの土地柄を視野に入れて、技術移転（technological transfer）の研究にも積極的に参画し、情報化社会における研究大学の役割についても再考するように提言した。
1985年から南カリフォルニア大学コミュニケーション学部ウォルター・H・アネンバーグ特別教授（Walter H. Annenberg Professor）及び同大学大学院コミュニケーション学研究科長を務める。スタンフォード大学より招致するため、ウォルター・H・アネンバーグがロジャーズのために100万ドルの寄付をして特別教授のポストを用意した。
1991年から1992年までカリフォルニア州スタンフォードにある行動科学高等研究センター（Center for Advanced Study in the Behavioral Sciences）に研究員として在籍し、多くのコミュニケーション学関係の大学院で必読書とされる『A History of Communication Study: A Biographical Approach』（Free Press, 1994年）を完成させる。この力作でロジャーズは、ハロルド・ラスウェル、クルト・レヴィン、ポール・ラザースフェルド、そしてカール・ホブランドの4人が米国のコミュニケーション学の創立者（founder）であるとするシュラムの見解を修正し、彼らをこの新しい学問の祖先（forefather）として位置づけ、シュラムこそが創立者であると主張した。
1993年コミュニケーション・ジャーナリズム学科長としてニューメキシコ大学に着任し、同大学院コミュニケーション学研究科博士課程の設立に尽力した。 晩年は、イノベーション理論構築や普及過程の事例研究に加えて、米国のコミュニケーション学の歴史や国際・異文化コミュニケーション論の発達史などの著作を出版した。
ジョンズ・ホプキンズ大学、ニューメキシコ州立大学（New Mexico State University）、ドイツのバイロイト大学（University of Bayreuth）、フランスのパリ大学、メキシコのイベロ・アメリカ大学（Ibero-American University）、シンガポールの南洋理工大学（Nanyang Technological University）でも客員教授として講義した。また、国際コミュニケーション学会（International Communication Association）会長（1980年-1981年）なども歴任した。
長年の研究実績と学際的貢献により、Paul D. Converse Award（American Marketing Association）、Distinguished Rural Sociologist Award（Rural Sociological Society）、Outstanding Health Communication Scholar Award（国際コミュニケーション学会／全米コミュニケージョン学会）、Lifetime Achievement Award（国際コミュニケーション学会異文化・開発コミュニケーション分科会）など様々な分野で数多くの学術賞を受賞した。 著書、論文多数。

## 著書
- Rogers, E. M. (2003). Diffusion of innovations (5th ed.). New York, NY: Free Press.

三籐利雄訳『イノベーションの普及』（翔泳社, 2007年）
青池愼一・宇野善康監訳『イノベーション普及学』（産能大学出版部, 1990年）
藤竹暁訳『技術革新の普及過程』（培風館, 1966年）
- Rogers, E. M., & Shoemaker, F. F. (1971). Communication of innovations: A cross-cultural approach. New York, NY: Free Press.

宇野善康監訳『イノベーション普及学入門』（産能大学出版部, 1981年）
- Rogers, E. M. (1969). Modernization among peasants: The impact of communication. New York, NY: Holt, Rinehart & Winston.
- Rogers, E. M. (1973). Communication strategies for family planning. New York, NY: Free Press.
- Rogers, E. M. (Ed.). (1976). Communication and development: Critical perspectives. Beverly Hills, CA: Sage.
- Rogers, E. M. (1986). Communication technology: The new media in society. New York, NY: Free Press.

安田寿明訳『コミュニケーションの科学―マルチメディア社会の基礎理論』（共立出版, 1992年）
- Rogers, E. M. (1994). A history of communication study: A biographical approach. New York, NY: Free Press.
- Rogers, E. M. (2008). The fourteenth paw: Growing up on an Iowa farm in the 1930s. Singapore: Asian Media Information and Communication Center.
- Rogers, E. M., & Agarwala-Rogers, R. (1976). Communication in organizations. New York, NY: Free Press.

宇野善康・浜田とも子訳『組織コミュニケーション学入門―心理学的アプローチからシステム論的アプローチへ』（ブレーン出版, 1985年）
- Rogers, E. M., & Balle, F. (Eds.). (1985). The media revolution in America and in Western Europe. Norwood, NJ: Ablex.
- Rogers, E. M., & Kincaid, D. L. (1981). Communication networks: Toward a new paradigm for research. New York, NY: Free Press.
- Rogers, E. M., & Larsen, J. K. (1984). Silicon Valley fever: Growth of high-technology culture. New York, NY: Basic Books.

安田寿明・アキコ S.ドッカー訳『シリコン・バレー・フィーバー―日本がめざす高度技術化都市』（講談社, 1984年）
- Rogers, E. M., & Steinfatt, T. M. (1999). Intercultural communication. Prospect Heights, IL: Waveland Press.
- Singhal, A., & Rogers, E. M. (1999). Entertainment education: A communication strategy for social change. Mahwah, NJ: Lawrence Erlbaum Associates.

河村洋子訳『エンターテイメント・エデュケーション―社会変化のためのコミュニケーション戦略』（成文堂, 2011年）
- Singhal, A., & Rogers, E. M. (2003). Combating AIDS: Communication strategies in action. New Delhi, India: Sage.

花木亨・花木由子訳『エイズをめぐる偏見との闘い―世界各地のコミュニケーション政策』（明石書店, 2011年）

## 論文
- Rogers, E. M. (1973). Mass media and interpersonal communication. In I. d. S. Pool, F. W. Frey, W. Schramm, N. Maccoby, & E. B. Parker (Eds.), Handbook of communication (pp. 290-310). Chicago, IL: Rand McNally.
- Rogers, E. M. (1976). Communication and development: The passing of the dominant paradigm. Communication Research, 3(2), 213-240.
- Rogers, E. M. (1982). The empirical and critical schools of communication research. In M. Burgoon (Ed.), Communication yearbook (Vol. 5, pp. 125-144). New Brunswick, NJ: Transaction Books.
- Rogers, E. M. (1985). Methodology for meta-research. In H. H. Greenbaum, S. A. Hellweg, & J. W. Walter (Eds.), Organizational communication: Abstracts, analysis, and overview (Vol. 10, pp. 13-33). Beverly Hills, CA: Sage.
- Rogers, E. M. (1989). Inquiry in development communication. In M. K. Asante & W. B. Gudykunt (Eds.), Handbook of international and intercultural communication (pp. 67-86). Newbury Park, CA: Sage.
- Rogers, E. M. (1990). Communication and social change. In G. L. Dahnke & G. W. Clatterbuck (Eds.), Human communication: Theory and research (pp. 259-271). Belmont, CA: Wadsworth.
- Rogers, E. M. (1994). The field of health communication today. American Behavioral Scientist, 38(2), 208-214.
- Rogers, E. M. (1997). Communication study in North America and Latin America. World Communication, 26(3/4), 51-60.
- Rogers, E. M. (1998). When the mass media have strong effects: Intermedia processes. In J. S. Trent (Ed.), Communication: Views from the helm for the 21st century (pp. 276-285). Needham Heights, MA: Allyn & Bacon.
- Rogers, E. M. (1999). Anatomy of the two subdisciplines of communication study. Human Communication Research, 25(4), 618-631.
- Rogers, E. M. (1999). Georg Simmel's concept of the stranger and intercultural communication research. Communication Theory, 9(1), 58-74.
- Rogers, E. M. (2000). Informatization, globalization, and privatization in the new millennium. Asian Journal of Communication, 10(2), 71-92.
- Rogers, E. M. (2000). The extensions of men: The correspondence of Marshall McLuhan and Edward T. Hall. Mass Communication and Society, 3(1), 117-135.
- Rogers, E. M. (2001). The Department of Communication at Michigan State University as a seed institution for communication study. Communication Studies, 52(3), 234-248.
- Rogers, E. M. (2002). Funding international communication research. Journal of Applied Communication Research, 30(4), 341-349.

## リンク
- Everett M. Rogers Award (USC Annenberg School for Communication and Journalism)
- The Future of Innovation Diffusion Research and Its Implications for Management: A Conversation with Everett Rogers
- Communication and Development: The Passing of the Dominant Paradigm
- Edward T. Hall and the History of Intercultural Communication: The United States and Japan
- Listening to Everett Rogers: Diffusion of Innovations and WAC